# Carnin
Carnin é uma comuna francesa na região administrativa de Altos da França, no departamento do Norte. Estende-se por uma área de 2.33 km². Em 2010 a comuna tinha 1 043 habitantes (densidade: 447,6 hab./km²).